# Eugenio Echeverría Castellot
Eugenio Echeverría Castellot är en ort i Mexiko.   Den ligger i kommunen Calakmul och delstaten Campeche, i den östra delen av landet, 1 000 km öster om huvudstaden Mexico City. Eugenio Echeverría Castellot ligger 284 meter över havet och antalet invånare är 216.
Terrängen runt Eugenio Echeverría Castellot är platt. Runt Eugenio Echeverría Castellot är det mycket glesbefolkat, med 2 invånare per kvadratkilometer. Närmaste större samhälle är Xpujil, 13,0 km norr om Eugenio Echeverría Castellot. I omgivningarna runt Eugenio Echeverría Castellot växer i huvudsak städsegrön lövskog.